# 2844 Hess
2844 Hess је астероид главног астероидног појаса чија средња удаљеност од Сунца износи 2,221 астрономских јединица (АЈ).
Апсолутна магнитуда астероида је 13,4.